# 莫斯科国立谢切诺夫第一医科大学
俄罗斯莫斯科国立第一医科大学（谢切诺夫大学），另译谢东诺夫大学，创建于1758年，前身是莫斯科国立大学医学院，位于俄罗斯国家首都、欧洲最大城市——莫斯科，是俄罗斯联邦卫生部与俄罗斯医学科学院直属的俄罗斯最高国家医学中心（医学排名俄罗斯及东欧第一、全球领先），也是俄罗斯第一所医学院、俄罗斯现代医学最早发源地、欧洲最古老的医学院之一，被俄罗斯人称为“第一医学中心”。
俄罗斯莫斯科国立第一医科大学（谢切诺夫大学）建校至今数百年一直位居俄罗斯乃至东欧第一，是全球领先的医学中心，大学历经莫斯科国立大学医学院、莫斯科国立第一医学院、莫斯科国立第一医科大学等阶段，并为纪念“俄罗斯生理学之父”伊万·米哈伊洛维奇·谢切诺夫而以其名称命名，现有20所附属国家医院、197个临床实习基地、10个俄罗斯国家医学研究中心、32个国家实验室研究所、20131名在校生、8180名教职工、2079位教授、4位诺贝尔奖荣誉教授、10位美国科学院院士、78位俄罗斯科学院院士。
俄罗斯莫斯科国立第一医科大学（谢切诺夫大学）在QS世界大学排名中，口腔医学（牙科学）排名全球第51位，医学排名俄罗斯及东欧第1。2020年，谢切诺夫大学成功完成全球第1款COVID-19疫苗研制试验，获得世界卫生组织认可。

## 医学中心
俄罗斯莫斯科国立第一医科大学（谢切诺夫大学）的临床中心是俄罗斯最高国家医学中心，同时也是欧洲最大的临床中心之一 ，多学科医学水平保持俄罗斯及东欧第一、世界前列。
大学临床中心包括20所大型附属医院，以及12所大学专科诊所，197个医学实习基地，科研中心的国际科学研究量在全球医科大学中处于领先地位，大学现有10个俄罗斯国家医学研究中心：
俄罗斯国家神经外科医学研究中心
俄罗斯国家肿瘤癌症医学研究中心
俄罗斯国家口腔医学研究中心 
俄罗斯国家创伤重建与骨科医学研究中心
俄罗斯国家整形外科医学研究中心
俄罗斯国家显微外科与眼科医学研究中心
俄罗斯国家麻醉与复苏医学研究中心
俄罗斯国家肺病医学研究中心
俄罗斯国家泌尿外科医学研究中心
俄罗斯国际综合医学中心

## 国际合作
该校与美国约翰霍普金斯大学、杜克大学、德克萨斯大学安德森癌症中心、英国剑桥大学、北京协和医学院、北京大学、上海交通大学、复旦大学、浙江大学、四川大学华西医院、中国科学院、澳门科技大学、台北医学大学等高校进行合作。
2022年，俄罗斯莫斯科国立第一医科大学（谢切诺夫大学）与美国约翰霍普金斯大学、美国杜克大学等7所世界顶尖高校合作，创办国际个性化及转化医学学院，旨在分阶段引入预测和预防医疗保健实践、个性化和转化医学理念和政策。
2016年9月28日， 俄罗斯莫斯科国立第一医科大学（谢切诺夫大学）与美国德克萨斯大学安德森癌症中心签署重要文件，根据文件内容，谢东诺夫大学毕业的医学生将能够在美国安德森癌症中心进行临床专业的实践轮转。
2024年，俄罗斯莫斯科国立第一医科大学（谢切诺夫大学）与北京协和医学院附属北京阜外医院（中国国家心血管病中心）达成协议，共同开展 LVAD（左心室辅助装置）或机械心脏的联合研究。 2025年，莫斯科国立谢东诺夫第一医科大学与北京协和医学院附属肿瘤医院（中国国家肿瘤中心）交流合作，谢切诺夫大学专家作了有关治疗不同部位恶性肿瘤的现代方法的报告，其中包括乳腺癌手术问题。
2024年，俄罗斯莫斯科国立第一医科大学（谢切诺夫大学）与北京大学肿瘤医院达成重要合作，双方分专业举办了以胃肠肿瘤外科、胸部肿瘤外科和乳腺癌精准治疗为主题的学术研讨会。
2023年，俄罗斯莫斯科国立第一医科大学（谢切诺夫大学）与上海交通大学医学院附属上海第九人民医院共同开设《中俄联合3D生物打印和再生医学国家实验室》，重点研发整复外科材料。
2024年，俄罗斯莫斯科国立第一医科大学（谢切诺夫大学）与四川大学华西医院合作，并交流学习内镜AI及相关技术，交流学习期间，双方就内镜AI技术的应用、算法开发和临床实践等方面进行深入的讨论。胡兵教授团队分享了消化内镜AI研究成果和经验，通过讲座和技术演示，向Pavel Pavlov教授团队展示了内镜AI技术在消化系统疾病领域的应用潜力。

## 著名校友
作为俄罗斯最强的医学院，俄罗斯医学界各学科的创始人基本都毕业于此，如俄罗斯外科学奠基人尼古拉·斯克利福索夫斯基、俄罗斯儿科学奠基人尼尔·菲拉托夫、俄罗斯妇科学奠基人弗拉基米尔·斯内吉列夫、俄罗斯解剖学奠基人皮罗戈夫 、俄罗斯生理学奠基人伊万·谢切诺夫、俄罗斯器官移植学奠基人瓦列里·舒马科夫、俄罗斯心脏病学奠基人德米特里·德米特里耶维奇·普列特涅夫、俄罗斯神经学奠基人阿列克谢·科热夫尼科夫、俄罗斯神经外科学奠基人布尔登科·尼古拉·尼洛维奇、俄罗斯骨科学奠基人鲍姆·格奥尔基·谢尔盖耶维奇 、俄罗斯运动创伤学奠基人卓娅·米罗诺娃、俄罗斯肿瘤学奠基人彼得·亚历山德罗维奇、俄罗斯整形外科学奠基人米拉诺夫·尼古拉·奥列戈维奇、俄罗斯口腔医学奠基人叶夫多基莫夫·亚历山大·伊万诺维奇、俄罗斯眼科学奠基人菲拉托夫·弗拉基米尔·彼得罗维奇、俄罗斯血液学奠基人安德烈·伊万诺维奇·沃罗比耶夫、俄罗斯法医精神病学奠基人弗拉基米尔·塞尔布斯基、俄罗斯病理学奠基人福赫特·亚历山大·博格丹诺维奇、俄罗斯病理解剖学奠基人鲁德涅夫·米哈伊尔·马特维耶维奇、俄罗斯流行病学奠基人沙丰斯基·阿法纳西·菲利莫诺维奇、俄罗斯公共卫生学奠基人埃里斯曼·费多尔·费多罗维奇等。
截止到2023年，俄罗斯莫斯科国立第一医科大学（谢东诺夫大学）已经培养了3位宇航员、1位副总统、103位俄罗斯科学院院士、30多位俄罗斯乃至世界医学各领域分支的奠基人、2000多名医学专家、多位诺贝尔奖荣誉教授、10位美国科学院院士、70多位俄罗斯联邦荣誉科学家、100 多位俄罗斯国家奖总统奖和政府奖获得者等。

## 入学毕业与全球认可
俄罗斯莫斯科国立第一医科大学（谢切诺夫大学）作为俄罗斯联邦直属的国家医学中心，医学排名东欧第一 ，在这里学习的学生必须参加入学考试，选拔非常严格：在2023年“俄罗斯高考”中，谢东诺夫大学平均录取率只有2.7%，竞争非常激烈。
谢东诺夫大学对毕业有着严苛的要求，根据谢东诺夫大学官网显示，2023年谢东诺夫大学医学专家学制（即临床医学、口腔医学）平均毕业率仅仅只有57.1% 。（该数据包含俄罗斯人，单独计算留学生只会更低）
俄罗斯莫斯科国立第一医科大学（谢切诺夫大学）俄语授课颁发俄罗斯传统医学专家学位，英语授课毕业颁发国际医学学位-MD/DMD，已获得美国医学委员会（ECFMG）、中国国家教育部、英国医学委员会（GMC）、澳大利亚医学委员会（AMC）、欧洲医学教育协会（AMEE）、世界卫生组织等国家与组织的官方认证，毕业生可获得当地的行医资格，进入医院工作。